# Aitoin (Ort)
Aitoin (Aitoi) ist eine osttimoresische Siedlung im Suco Namolesso (Verwaltungsamt Lequidoe, Gemeinde Aileu).

## Geographie und Einrichtungen
Das Dorf Aitoin liegt im Osten der Aldeia Aitoin, in einer Meereshöhe von 1301 m. Es bildet das Zentrum der aus mehreren Dörfern zusammengewachsenen Siedlung Namolesso, die sich auch nach Osten in die dortigen Aldeias ausdehnt. Hier befinden sich das kommunale Gesundheitszentrum (CHC), der Markt von Namolesso, die Polizeistation von Lequidoe und ein Wassertank.
Westlich schließt sich an Aitoin das Dorf Daro an, östlich Lacabou und Serema.